# Коприва (област Кюстендил)
Вижте пояснителната страница за други значения на Коприва.
Коприва е село в Западна България. То се намира в община Кюстендил, област Кюстендил.

## География
Село Коприва се намира в планински район, близо до границата с Република Северна Македония, Географска област Каменица.
Отстои на 30 км западно от гр. Кюстендил.Надморска височина при бившето училище в Пащерска махала - 960 м. Надморска височина на махалите - от 950 м до 1100 м / мах. Нешовска/.
Разположено е по склоновете на доловете от водосборния басейн на р. Коприва, на североизток от граничния гребен. Само Нешовска махала е по десния склон на Лопушанска река.
Гранично село. Голяма част от землището на селото, около 6 км, граничи с държавната граница на РС Македония.
Името си е добило от растението коприва, което е растяло в изобилие на мястото на заселването му.
Климат: умерено-континентален, с полупланински характер.
Селото е разпръснат тип, образувано от 7 махали: Китовска, Пащерска (център), Джабалска, Трабалци, Кочинска, Пищилска и Нешовска /в най-северозападната част на землището/.
През годините селото принадлежи към следните административно-териториални единици: Община Бобешино (1883-1934), община Долно село (1934-1978/, кметство към Гюешевска селищна
система /1978-1983/, кметство към Гърлянска селищна система (1983--1987). От 1987 г. с. Коприва е към кметство Бобешино, община Кюстендил . 

## Население
През 1866 г. в махалите, които са на българска територия, жителите са 129 души.
От 2020 г. няма нито един целегодишно живеещ в село Коприва.
| Година    | 1880 | 1900 | 1926 | 1934 | 1946 | 1956 | 1965 | 1975 | 1978 | 1984 | 2001 | 2010 |
| Население | 212  | 307  | 363  | 322  | 298  | 228  | 129  | 121  | 96   | 68   | 8    | 5    |

## История
Няма запазени писмени данни за времето на възникване на селото. Останките от късноантична крепост в местността „Градището“ („Чуката“) свидетелстват, че района е населяван от дълбока древност.
До 1878 г. махалите на село Коприва са част от село Търново, днес на територията на Северна Македония). След Освобождението част от имотите им остават в Османската империя.
Село Тръново е старо средновековно селище, регистрирано в турски данъчен регистър от 1570-1572 г. под името Тръновци, със 70 домакинства и 38 ергени.
В края на XIX век село Коприва има 7127 декара землище, от които 4534 дка гори, 2432 дка ниви, 161 дка естествени ливади и др. и се отглеждат 789 овце, 336 кози, 137 говеда и 49 коня.
Основен поминък на населението са земеделието (ръж и овес), животновъдството /овце/ . Домашните занаяти са слабо развити.
През 1920 г. е открито училище в частна къща. През 1927 г. е построена училищна сграда в Пащерска махала. Децата са учили в прогимназиите в Гюешево, Бобешино и Долно село.
Началното училище „Св.св. Кирил и Методий“ е функционирало до 1960 г.
Селото е имало Гранична застава от 1950-1965 г. След закриването на заставата там се открива Дом за социални грижи, в който са настанени жени с умствена изостаналост. През 2000 г.
е закрит, като 25 жени над 18 години са преместени в Дом за социални грижи в с. Преколница. Останалите са настанени в други домове.
През 1957 г., заедно със селата Бобешино, Жеравино и Црешньово, е учредено ТКЗС „Граничар“, което от 1960 г. е в състава на ДЗС Кюстендил,филиал Долно село, а от 1963 г. - към ДЗС Раненци.
От 1971 г. е към АПК Кюстендил, филиал Долно село; от 1973 г. - към АПК Раненци, а от 1979 г. – в състава на АПК „Румена войвода“ Гърляно. След 1991 г. следва ликвидация, връщане на земята
на бившите собственици или на техни наследници. Земята няма кой да я обработва, поради обезлюдяването.
Построени са стопански сгради: склад за жито, три овчарника, които се рушат.
Имало е смесен магазин до 2000 г. След това стоки от първа необходимост са докарвани с кола два пъти седмично... но вече няма никой.
Селото е електрифицирано (1968) .
Махалите са водоснабдени след 1978 г. от местни водоизточници.. Водата не е толкова добра за пиене, както в другите полупланински села в района, защото скалният състав на терена
е изграден главно от риодацити.
Овошките и дъбовата гора, главно цера, в последните 30 години са заразени от лишеи. Размножават се дивите прасета.
Природата е чиста.
Активни миграционни процеси започват още от 1878 г., хората се заселват в Кюстендил и Варненско.

## Религии
Село Коприва принадлежи в църковно-административно отношение към Софийска епархия, архиерейско наместничество Кюстендил. Населението изповядва източното православие.

## Исторически, културни и природни забележителности
- Оброк. Намира се на около 700 м. югоизточно от гробищата, в местността „Службище“.

## Личности
- Симеон Венев Стоименов – роден в село Коприва. Туристически деятел: дълги години е председател на туристическото дружество „Мадарски конник“ в гр. Шумен. Създател на топографски карти. Загинал при неизяснени обстоятелства през 1989 г.